# Parov Stelar
Parov Stelar — псевдоним музыканта Маркуса Фюредера (нем. Marcus Füreder; 27 ноября 1974, Линц), лидера одноимённого музыкального коллектива из австрийского города Линц. Особенность их музыки состоит в разнообразном соединении джаза, хауса, IDM и даунтемпо. Привнёс в электро-свинг не перемиксованные в семплах композиции, а новый, живой звук, взятый именно из записей игры на инструментах.

## Лидер группы
Маркус родился в 1974 году в Линце, Австрия. В 2000 году он начал писать музыку. Начав с минимал-техно, он стал первопроходцем в жанре электро-свинг: собирая старые пластинки, он наткнулся однажды на винил Билли Холидей. К поставившему пластинку Маркусу пришла идея добавить минимальный бит — так, по его словам, родился новый электронный жанр.
В числе издателей его музыки числятся такие лейблы, как Sunshine Enterprises, Auris, Big Sur и Etage Noir. Также записывается под псевдонимами Cash Candy и Plasma (14).
Фюредер является главой лейбла Etage Noir Recordings.

## Состав группы
- Marcus Füreder (Parov Stelar, лидер команды) — электрофон, синтезатор, компьютер
- Markus Ecklmayr (Max the Sax) — саксофон
- Gerd Rahstorfer (Jerry Di Monza) — труба
- Елена Карафизи — вокал
- Michael Wittner — бас
- Hans-Jürgen Bart (Willie Larsson Jr.) — барабаны

## Дискография
Студийные альбомы
- 2001: Shadow Kingdom LP (2x12" Vinyl & CD, Bushido Recordings, as Plasma)
- 2004: Rough Cuts (CD, Etage Noir Recordings)
- 2005: Seven and Storm (CD, Etage Noir Recordings)
- 2007: Shine (CD, Etage Noir Recordings)
- 2009: Coco (CD, Etage Noir Recordings)
- 2012: The Princess (CD, Etage Noir Recordings)
- 2013: The Invisible Girl (CD, Etage Noir Recordings)
- 2015: The Demon Diaries (CD, Island,Universal Music)
- 2017: The Burning Spider (CD, Etage Noir Recordings)
- 2019: Voodoo Sonic Trilogy, Part 1 (2019 Etage Noir Recordings)
- 2020: Voodoo Sonic Trilogy, Part 2 (2020 Etage Noir Recordings)
- 2020: Voodoo Sonic Trilogy, Part 3 (2020 Etage Noir Recordings)

Компиляции, живые альбомы
- 2008: Daylight (CD, Rambling Records)
- 2009: That Swing — Best Of (CD, Etage Noir Recordings)
- 2010: The Paris Swing Box (Etage Noir Recordings)
- 2016: Live @ Pukkelpop (CD, Etage Noir Recordings)

EPs
- 2001: Shadow Kingdom EP (12" Vinyl, Bushido Recordings, as Plasma)
- 2002: Lo Tech Trash (12" Vinyl, Bushido Recordings, as Marcus Füreder)
- 2004: KissKiss (12" Vinyl, Etage Noir Recordings)
- 2004: Move On! (12" Vinyl, Etage Noir Recordings)
- 2004: Wanna get (12" Vinyl, Etage Noir Recordings)
- 2004: Primavera (12" Vinyl, Auris Recordings)
- 2005: Music I believe in (12" Vinyl, ~Temp Records, as Marcus Füreder)
- 2005: A Night In Torino (12" Vinyl, Etage Noir Recordings)
- 2005: Spygame (12" Vinyl, Etage Noir Recordings)
- 2006: Parov Stelar EP (12" Vinyl, Big Sur)
- 2006: Charleston Butterfly (12" Vinyl, Etage Noir Recordings)
- 2007: Jet Set EP (12" Vinyl, Etage Noir Special)
- 2007: Sugar (12" Vinyl, Etage Noir Recordings)
- 2008: The Flame Of Fame (12" Vinyl, Etage Noir Recordings)
- 2008: Libella Swing (12" Vinyl, Etage Noir Recordings)
- 2009: Coco EP (12" Vinyl, Etage Noir Recordings)
- 2010: The Phantom EP (12" Vinyl, Etage Noir Recordings)
- 2011: La Fete EP (12" Vinyl, Etage Noir Recordings)
- 2014: Clap Your Hands EP (12" Vinyl, Etage Noir Recordings)

Синглы
- 2000: Synthetica/Stompin' Ground (12" Vinyl, Bushido Recordings, as Marcus Füreder)
- 2001: Guerrilla (12" Vinyl, Bushido Recordings, as Marcus Füreder)
- 2004: Get Up On Your Feet (12" Vinyl, Sunshine Enterprises)
- 2005: Faith (Maxi-CD, Etage Noir Recordings)
- 2007: Rock For / Love (12" Vinyl, Etage Noir Recordings)
- 2007: Shine (Maxi-CD, Etage Noir Recordings)

Видеоклипы
- Seven
- Love
- Shine
- Matilda
- Coco
- Let’s Roll
- Wanna Get
- Jimmy’s gang
- Princess
- Parov Stelar feat. Marvin Gaye — Keep On Dancing
- Demon Dance